# 上海东海职业技术学院
上海东海职业技术学院，简称东海学院，是一所位于上海市閔行區的民办市属普通专科高校。

## 历史
东海学院创建于1993年，1999年7月，经教育部批准成为全日制民办普通高等学校，改名为民办东海职业技术学院，2003年改为现名。